# Idaea muricata
Idaea muricata là một loài bướm đêm thuộc họ Geometridae. Nó được tìm thấy ở châu Âu.
Loài này có sải cánh of 18–20 mm. Chiều dài cánh trước là 8–10 mm. Con trưởng thành bay vào ban đêm từ tháng 6 đến tháng 7 .

## Hình ảnh

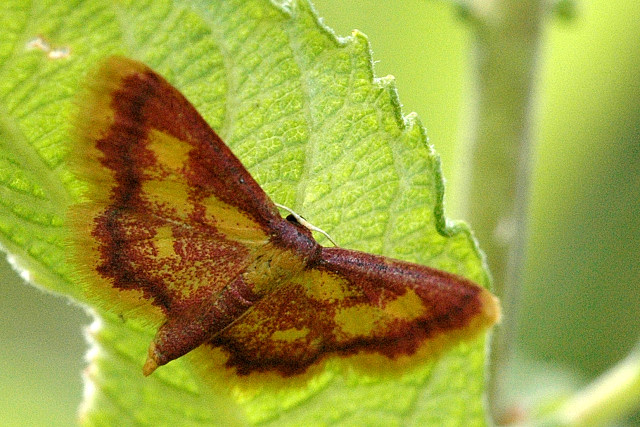
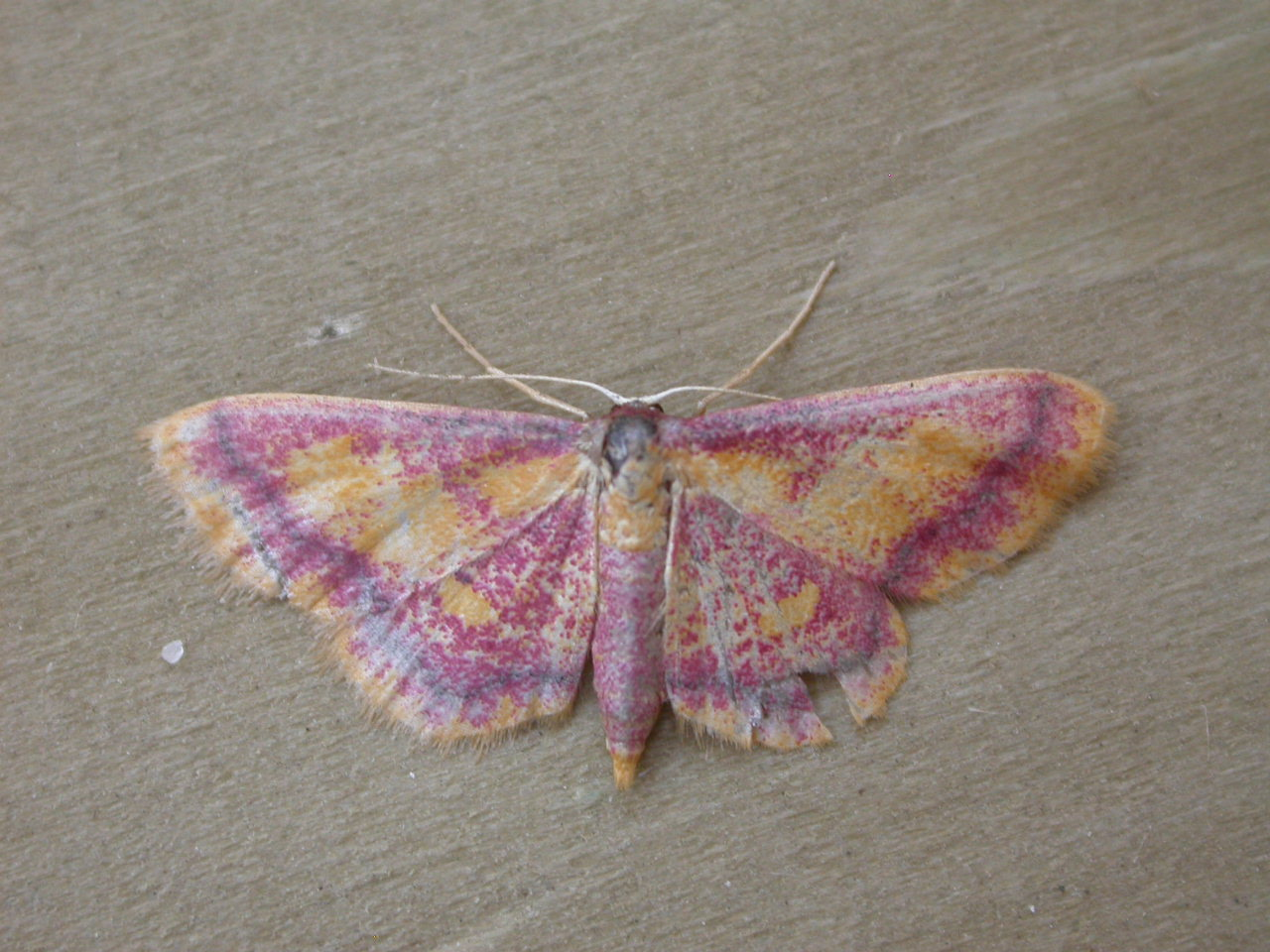
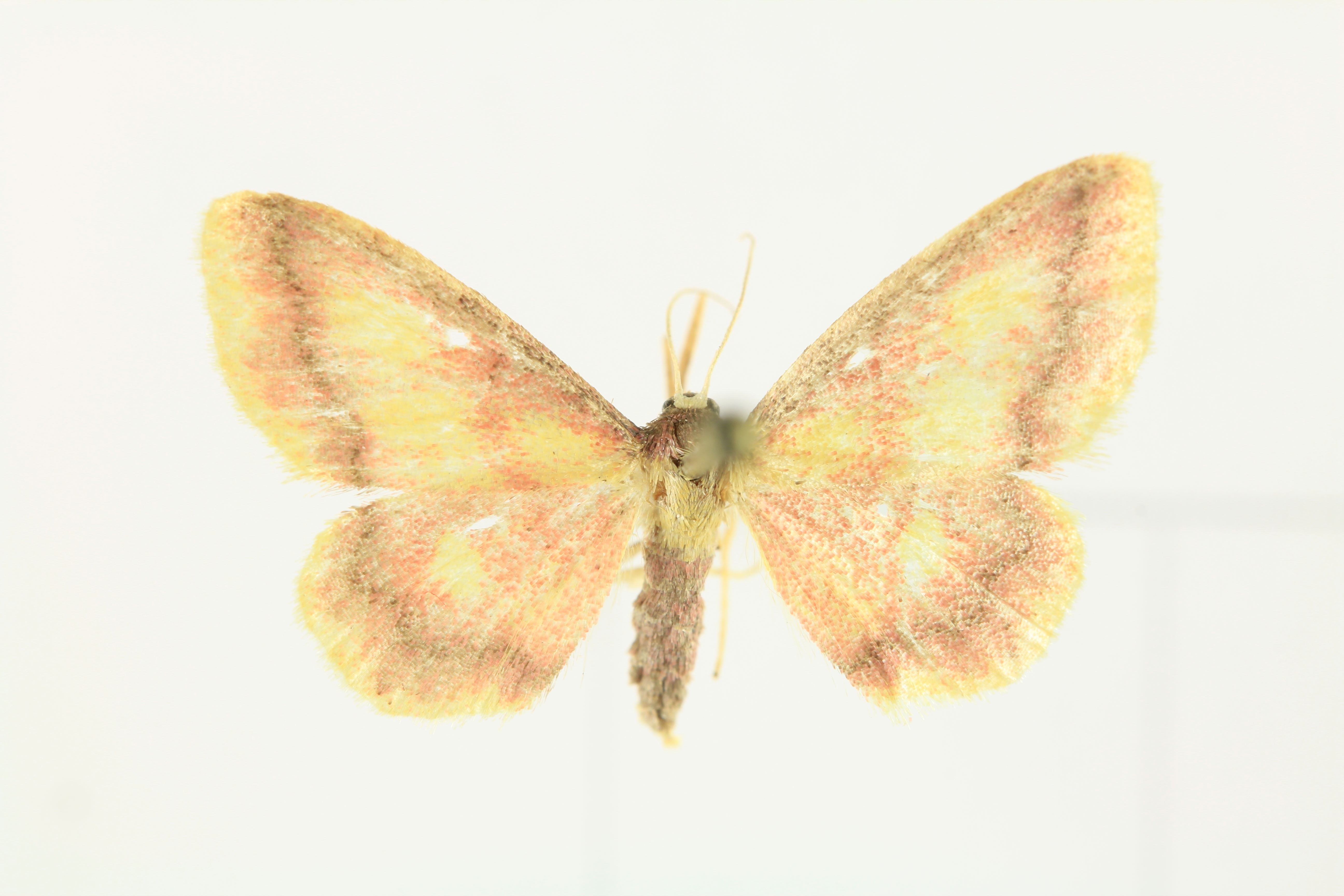
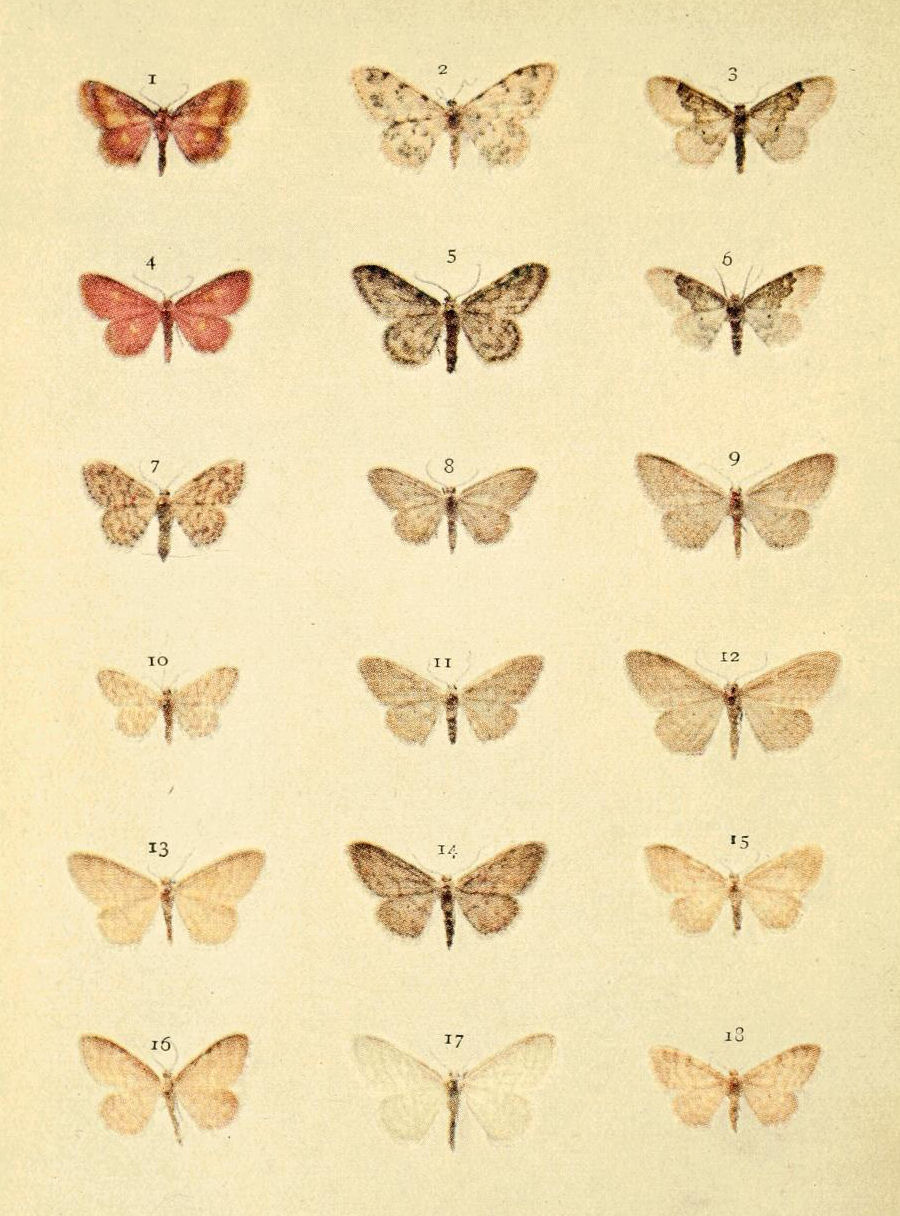